# Barry Davis
Barry Davis (Iowa, Estados Unidos, 17 de septiembre de 1961) es un deportista estadounidense retirado especialista en lucha libre olímpica donde llegó a ser subcampeón olímpico en Los Ángeles 1984.

## Carrera deportiva
En los Juegos Olímpicos de 1984 celebrados en Los Ángeles ganó la medalla de plata en lucha libre olímpica de pesos de hasta 57 kg, tras el luchador japonés Hideaki Tomiyama (oro) y por delante del surcoreano Kim Eui-Kon (bronce).